# Altava
Altava (łac. Dioecesis Altavensis) – stolica starożytnej diecezji w prowincji rzymskiej Mauretanii Caesariensis. Współcześnie w Algierii, obecnie katolickie biskupstwo tytularne.

## Biskupi
| Lp. | Biskup                     | Funkcja                                    | Od               | Do                  |
| --- | -------------------------- | ------------------------------------------ | ---------------- | ------------------- |
| 1   | Ambrose Kelly              | wikariusz apostolski Sierra Leone          | 18 maja 1937     | 18 kwietnia 1950    |
| 2   | José Varani                | biskup koadiutor Jaboticabal (Brazylia)    | 27 sierpnia 1950 | 7 lutego 1961       |
| 3   | Albert Malbois             | biskup pomocniczy Wersalu (Francja)        | 9 marca 1961     | 9 października 1966 |
| 4   | Alfred Bertram Leverman    | emerytowany biskup Saint John (Kanada)     | 7 września 1968  | 23 listopada 1970   |
| 5   | Pedro Casaldáliga Plá      | biskup-prałat São Félix (Brazylia)         | 27 sierpnia 1971 | 26 maja 1978        |
| 6   | Adam Dyczkowski            | biskup pomocniczy wrocławski               | 19 września 1978 | 17 lipca 1993       |
| 7   | Reinaldo del Prette Lissot | biskup pomocniczy Walencji (Wenezuela)     | 24 grudnia 1993  | 24 kwietnia 1997    |
| 8   | Emile Destombes            | wikariusz apostolski Phnom Penh (Kambodża) | 14 kwietnia 1997 | 28 stycznia 2016    |
| 9   | José Albuquerque de Araújo | biskup pomocniczy Manaus (Brazylia)        | 16 marca 2016    | 21 grudnia 2022     |
| 10  | Paolo Andreolli            | biskup pomocniczy Belém (Brazylia)         | 1 lutego 2023    |                     |